# Edward Two-Two

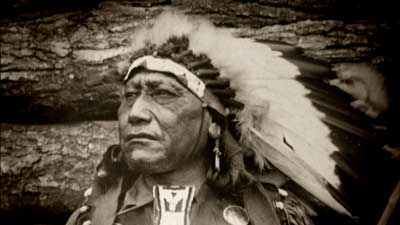
Edward Two-Two

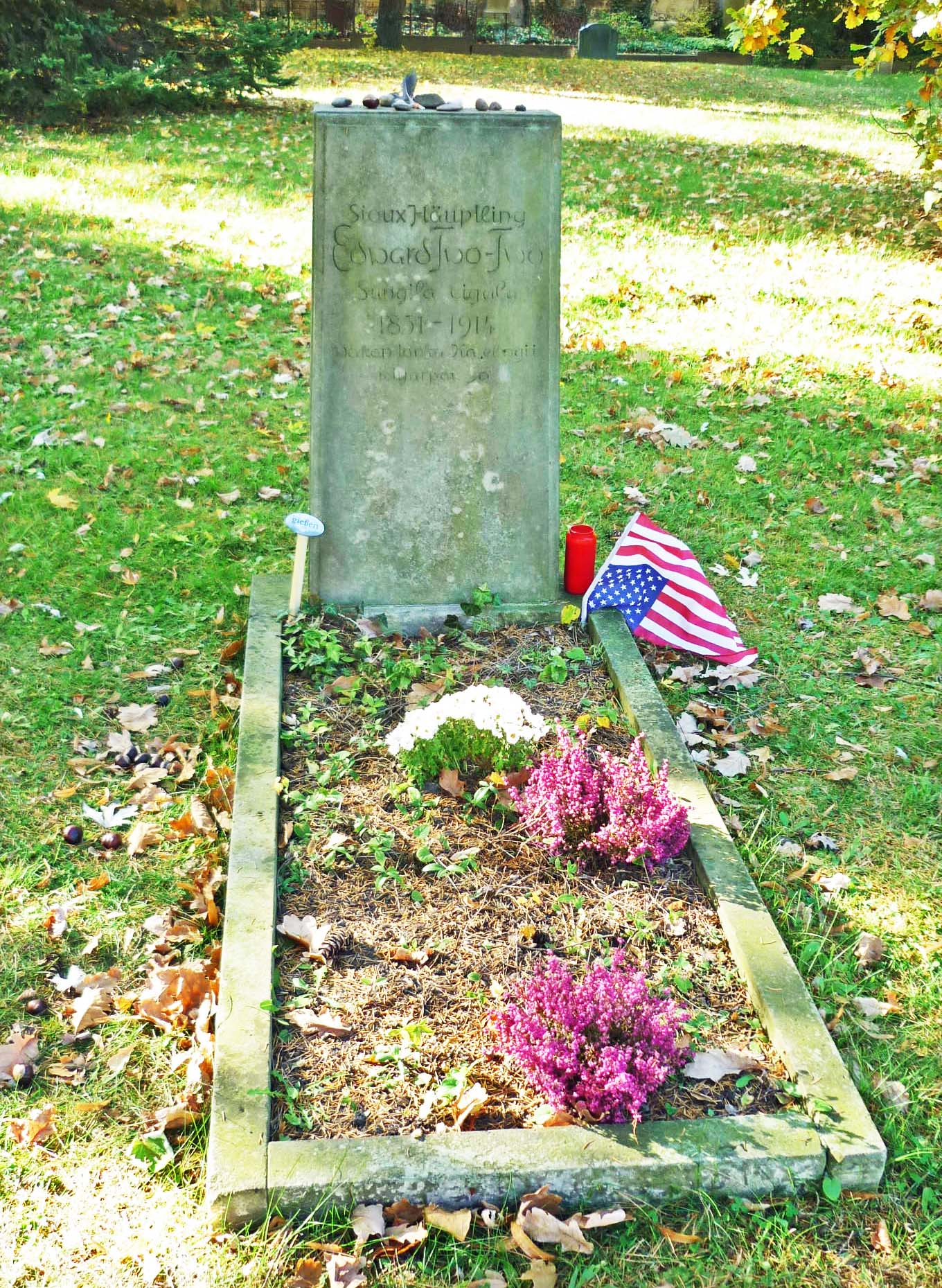
Grab des Indianer-„Häuptlings“ Two-Two

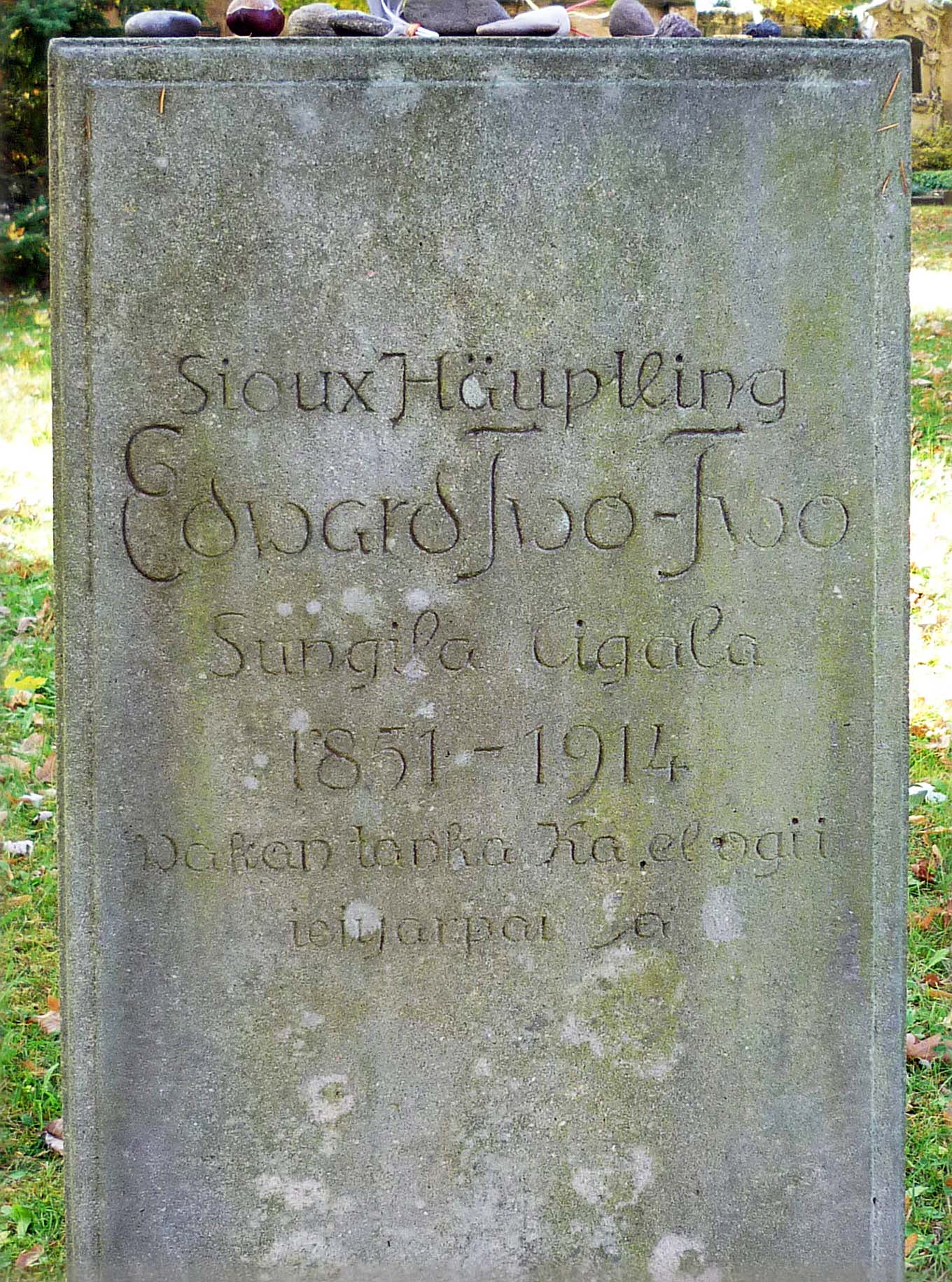
Grabinschrift

Edward Two-Two (* 1851 in den USA; † 27. Juli 1914 in Essen) war ein Indianer vom Stamm der Lakota-Sioux, der am Anfang des 20. Jahrhunderts bei Hagenbeck in Hamburg und im Zirkus Sarrasani in Dresden auftrat und dem deutschen Publikum indianisches Leben nahebrachte.

## Leben
Edward Two-Two war ein Indianer vom Stamm der Lakota-Sioux, der zunächst im Pine-Ridge-Reservat in South Dakota lebte und ab 1891 in der Reservatspolizei diente. Er trat 1910 in den Völkerschauen des Hamburger Zoos Hagenbeck auf und fuhr danach wieder zurück nach Amerika. In den Jahren 1913 und 1914 kehrte er mit der Familie erneut nach Europa zurück, weil der Zirkus Sarrasani in Dresden ihn verpflichtet hatte. Von Sarrasani wurde er zum „Sioux-Häuptling“ ernannt.
Aufgrund der guten Behandlung und Anerkennung seiner Familie hatte er den Wunsch, in Dresden beerdigt zu werden.
Als er während einer Tournee in Essen starb, wurde sein Leichnam wunschgemäß nach Dresden überführt und dort auf dem Neuen Katholischen Friedhof beigesetzt. Sein Name bedeutet in der Sprache der Lakota so viel wie „Einer von zwei“.
Die Inschrift auf dem Grabstein lautet in Lakota-Sprache: „Zum Paradies mögen Engel dich geleiten“.

## Sonstiges
Karl May und Two-Two sind sich nie begegnet, weil Karl May bereits im Jahre 1912 verstarb, während Two-Two und seine Leute erst im März 1913 in Dresden eintrafen.
Neben dem Grab auf dem Neuen Katholischen Friedhof in Dresden gibt es noch ein zweites Indianer-Grab in Emden, wo ein weiterer Sarrasani-Indianer, William Big Charger, der 1932 starb, seine letzte Ruhe fand.
Im Jahre 2012 hat Bettina Renner einen Dokumentarfilm Begrabt mein Herz in Dresden gedreht, der sich mit dem heutigen Leben der Indianer im Pine-Ridge-Reservat in South Dakota, mit Edward Two-Two und seinen Nachkommen beschäftigt.